# Rivière Morris
Pour les articles homonymes, voir Morris.
La rivière Morris est un affluent de la rive sud-est de la Rivière au Renard laquelle coule vers le nord-est pour se déverser sur le littoral Sud-Ouest du golfe du Saint-Laurent. Cette rivière coule dans le secteur de Rivière-au-Renard, de la ville de Gaspé, dans la municipalité régionale de comté (MRC) de La Côte-de-Gaspé, dans la région administrative de la Gaspésie-Îles-de-la-Madeleine, au Québec, au Canada.

## Géographie
La rivière Morris prend sa source de ruisseaux de montagne dans le 3e Rang Est du canton de Fox, en zone forestière, dans la ville de Gaspé, dans le Parc national de Forillon, dans les Monts Chic-Chocs qui font partie des Monts Notre-Dame. Cette source est située à 15,7 km au nord du pont de la confluence de la rivière Dartmouth et à 4,0 km au sud-ouest du littoral Sud-Ouest du golfe du Saint-Laurent.
Dans son cours, la rivière Morris s'écoule entièrement dans le Parc national de Forillon en zone forestière sans jamais passer sous un pont routier.
À partir de sa source, la rivière Morris coule sur 9,6 km, répartis selon les segments suivants :
- 3,9 km vers le sud-ouest en formant un grand S, jusqu'à la confluence d'un ruisseau (venant du sud-est) ;
- 4,6 km vers le nord-ouest, jusqu'à la confluence d'un ruisseau (venant du nord-est) ;
- 1,1 km vers le nord-ouest, jusqu'à sa confluence.

Au terme de son cours, la rivière se déverse sur la rive sud-est de la rivière au Renard (Gaspé), dans le hameau Rivière-Morris. Cette confluence se situe à 4,4 km (en ligne directe) au sud-est du pont de la confluence de la rivière au Renard (Gaspé) et à la limite nord-ouest du Parc national de Forillon. Le hameau Rivière-Morris s'est développé à la confluence de la rivière Morris, autour des rives de la rivière au Renard (Gaspé).

## Toponymie
Le toponyme « Rivière Morris » évoque le père Morris, d'origine irlandaise, fils de James Morris et de Agnès Rooney. il a fait ses études classiques et théologiques au Séminaire de Rimouski (de 1874 à 1884). Morris est ordonné prêtre catholique le 5 juin 1884 à Saint-Patrice-de-Douglastown. Morris occupe la cure de Rivière-au-Renard, du 17 septembre 1887 jusqu'à sa retraite, en 1930. Morris décède à Rivière-au-Renard, le 5 janvier 1936. Il est officialisé le 5 décembre 1968 à la Commission de toponymie du Québec.